# 彼得·格兰特
彼得·詹姆斯·“G”·格兰特（英語：Peter James "G" Grant，1935年4月5日—1995年11月21日），英国音乐经理人，管理过雏鸟乐队、齐柏林飞艇等团体，也担任过天鹅歌曲唱片的唱片监制。他也被称为“摇滚史上最精明无情的经理人之一”。他被广泛认为提高了艺人从演唱会中获得的薪水和待遇。